# Болото «Супій» (заказник)
Болото «Супій» — гідрологічний заказник місцевого значення в Україні. Розташований у межах Бобровицького району Чернігівської області, біля с. Новий Биків у долині річки Супій. 
Площа 209 га. Статус присвоєно згідно з рішенням Чернігівського облвиконкому від 24.12.1979 року № 561. Перебуває у віданні Новобиківської сільської ради.
Охороняється низинне  болото у заплаві річки Супій, що має велике значення в регулюванні водного режиму басейну прилеглих територій.
Територія заказника важлива для збереження близько 40 видів флори та фауни, які занесені в охоронні списки додатків Бернської конвенції, а також рідкісних оселищ. Заказник входить до складу об'єкта Смарагдової мережі «Заплава Супою» (код UA0000237). Тут зростає жировик Льозеля, занесений до Червоної книги України.
Зафіксовані порушення охоронного режиму - спалювання рослинності та незаконне розорювання.